# Consualia
De consuales Ludi of consualia was het festival dat Consus, de god van raad, en degene die de oogst beschermde die in opslag lag ten tijde van het festival, dat plaats had rond het midden van de maand Sextilis (zie 21 augustus) eerde. De graanoogst werd opgeslagen in ondergrondse gewelven en de tempel van Consus was ook ondergronds. Dit heiligdom werd elk jaar met aarde bedekt en werd enkel op deze ene dag onthuld. Op zijn ondergronds altaar offerden die dag de flamen Quirinalis samen met de Vestaalse maagden voor Consus. Mars, als een beschermer van de oogst, werd ook op deze dag geëerd, alsook de Lares, de huisgoden wier offers individuele families onderhielden.
Tijdens de viering werden paarden, muilezels en ezels van alle arbeid vrijgesteld en werden door de straten geleid die met guirlandes en bloemen versierd waren zijn. Wagenrennen werden deze dag gehouden in het Circus Maximus, die een eigenaardige koers in dewelke wagens door muilezels werden getrokken inhield.
Op deze dag had de Sabijnse maagdenroof onder Romulus plaats. Om de bevolking van Rome te doen toenemen, machtigde Romulus elk Romein om gewelddadig de vrouwen van de bezoekende Sabijns als hun vrouw te nemen, maar enkel als het aan hun sociale status toekwam. Een oorlog om deze belediging te wreken werd vermeden toen de gekidnapte Sabijnse vrouwen tussenbeide kwamen en vrijwillig hun Romeinse echtgenoten aannamen, die zo voorzichtig geweest waren hen fatsoenlijk te behandelen. Enkele zeggen, nochtans, dat Romulus hen enkel reguraliseerde en herinstelde nadat zij ervoor al ingesteld geweest waren door Euander.
Er waren ook offers voor Consus op 7 juli en 15 december. De feestmalen van consus werden opgevolgd door die van de verwante godin Ops (soms ook Opsconsiva genoemd): de Opiconsivia op 25 augustus en de Opalia op 19 december.

## Referentie
- H.H. Scullard, Festivals and Ceremonies of the Roman Republic (Aspects of Greek and Roman life), Londen, 1981, pp. 177-178, 181, 205, 207. ISBN 0801414024